# Variraptor
Variraptor (лат.) — род динозавров из семейства дромеозаврид, живших во времена верхнемеловой эпохи (83,5—70,6 млн лет назад) на территории современной Франции.

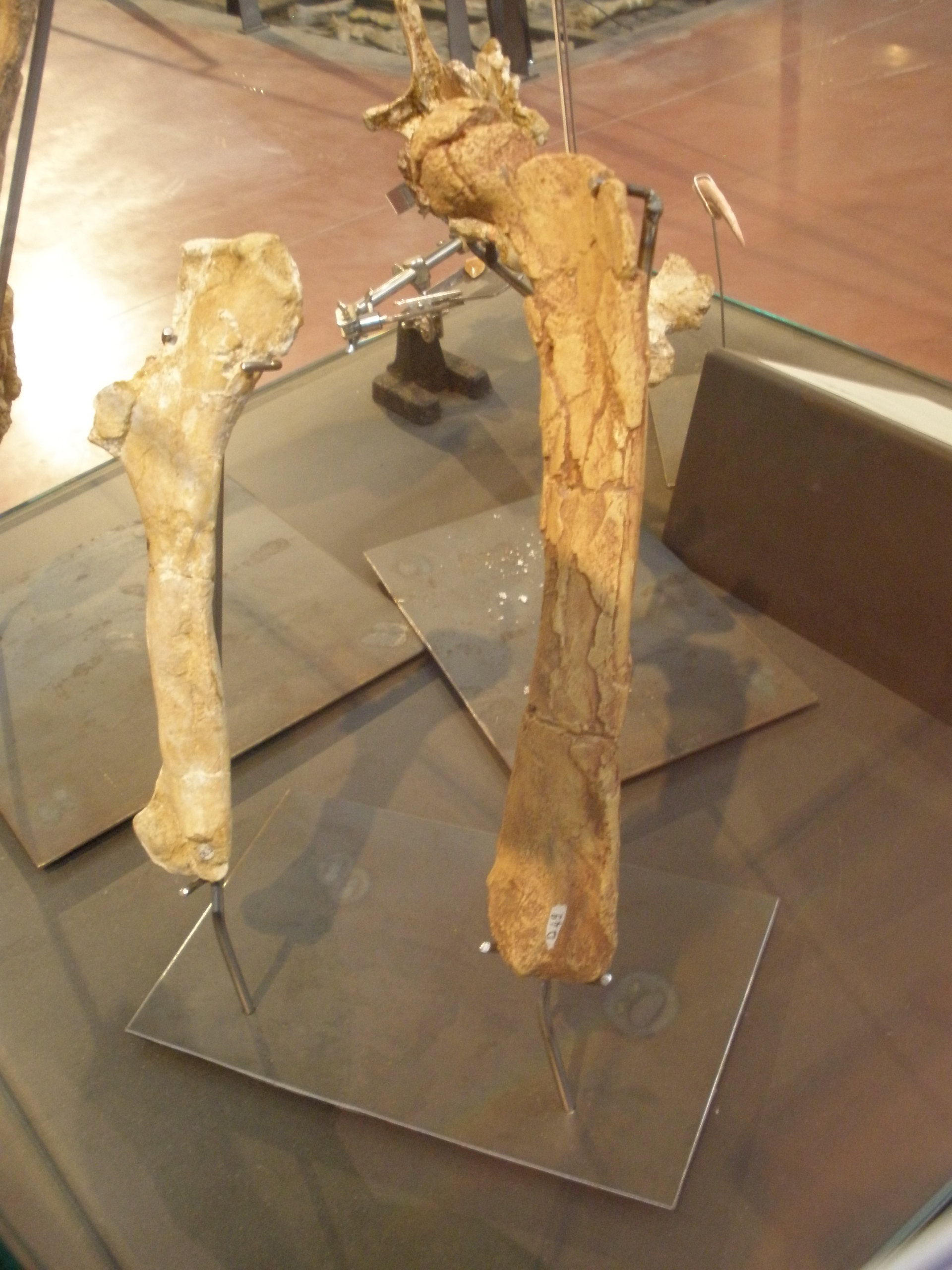
Возможные кости Variraptor

## История открытия
В период с 1992 по 1995 года палеонтологи-любители Патрик Мешен и Анни Мешен-Салесси обнаружили остатки небольшого теропода в формации Grès à Reptiles (кампанский — маастрихский ярусы) в La Bastide Neuve, возле Фокс-Амфу. Первый образец был найден в 1992 году и определён как останки сомнительного рода Elopteryx. Вторая находка, сделанная в 1997 году, навела на мысль об открытии нового вида. В 1998 году Жан ле Люф и Эрик Буффето́ дали название типовому виду Variraptor mechinorum. Родовое название происходит от названия реки Вар в департаменте Приморские Альпы в регионе Прованс на юге Франции, с добавлением корня лат. raptor — «хищник, вор». Видовое название дано в честь пары первооткрывателей находки.
Род основан на трёх типовых образцах: спинном позвонке (MDE-D168), крестце (MDE-D169) с пятью сросшимися позвонками и подвздошной кости (CM-645). Окаменелости являются частью коллекции Musée des Dinosaures d’Espéraza и частной коллекцией Мешен.
Дополнительный материал включает правую плечевую кость (MDE-D158) с дельтопекторальным гребнем более развитым, чем у любого другого известного теропода, что указывает на сильную хватательную функцию предплечья. Другие приписываемые Variraptor кости включают бедренные кости и различные позвонки.

## Описание

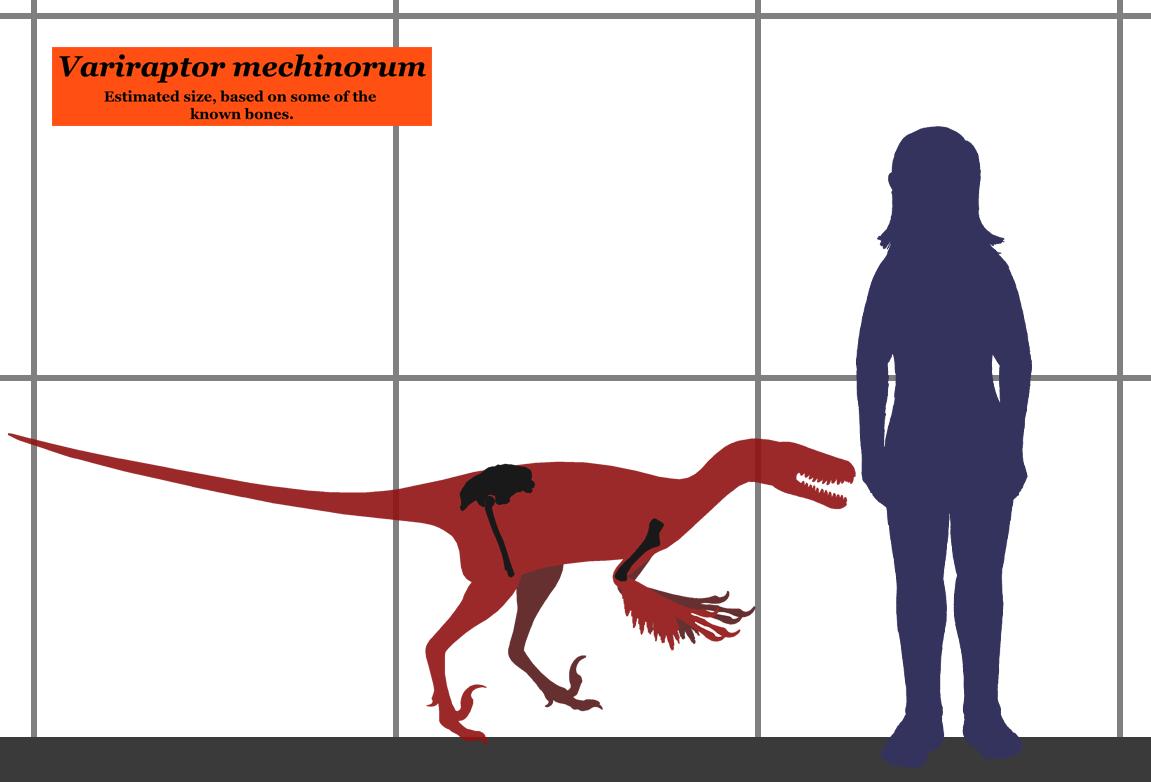
Variraptor в сравнении с человеком

Неполные останки содержат признаки дромеозаврид, такие, как форма позвонков и плечевой кости, и напоминают дейнониха. Взрослое животное, возможно, было немного меньше дейнониха — около 2 метров длиной. Тем не менее, подробное описание найденных окаменелостей пока не представляется возможным.

## Систематика
В 2000 году Ронан Аллен и Филипп Таке дали название Pyroraptor второму маленькому тероподу, найденному в тех же слоях. Они утверждали также, что название Variraptor было nomen dubium, поскольку у типового образца не было ни одной диагностируемой черты.
В 2009 году Буффето и Фомфен Шантаси отстаивали валидность названия Variraptor, утверждая, что животное имело набор уникальных особенностей. Отсутствие перекрывающих частей сделало невозможным установить, является ли название Pyroraptor субъективным младшим синонимом, однако наличие двух различных типов локтевой кости в южном французском материале однозначно указывает на два различных вида.
Ле Люф и Буффето описали Variraptor как манираптора подотряда тероподов семейства дромеозаврид; эта классификация считается общепринятой. Тем не менее, в 2000 году, Оливер Рохат выразил сомнения в такой классификации и включил род в состав целурозавров.